# محمد الصالح بن مراد
محمد الصالح بن حْميدة بن مراد (1881 - 6 فبراير\شباط 1979) شيخ الإسلام الحنفي. ولد في عائلة علمية عريقة، إذ كان والده مفتيا. بعد حفظ القرآن الكريم التحق بجامع الزيتونة وحصل على شهادة التطويع سنة 1900. وهو ما خول له اللحاق بسلك المدرسين بنفس الجامع، إذ أصبح مدرسا من الرتبة الثانية سنة 1905 ثم ارتقى إلى الرتبة الأولى سنة 1907.

## الحياة المُبكرة
ولد محمد صلاح في مدينة تونس العتيقة بالقرب من تربة الباي، كان محمد الصالح هو ابن حنفي باتش مفتي، الشيخ حميدة بن مراد، أخصائي في البلاغة والأخ الشقيق الأكبر للشيوخ ناجي (الذي شغل منصب قاضي ومفتي ) وإبراهيم بن مراد (الذي شغل من قبل الإمام، المعلم في زيتونة، القاضي في محكمة تونس). جاء من عائلة من علماء وتونس للمثقفين الأصل العثماني، من تركيا. يعود تاريخه إلى القرن السادس عشر، كان جده مراد خوجة جزءا من الجيش العسكري لسنان باشا، الذي شارك في معركة لا جوليت (بالفرنسية: La Goulette)‏ ضد جيش تشارلز الخامس في عام 1574. أكمل دراسته في زيتونة وترك في عام 1900.

## النشر
ألف بن بن مراد، كتاب بعنوان: (الحداد على امرأأة الحداد)، تم نشره في عام 1931، حيث يرفض أفكار طاهر حداد حول وضع المرأة في تونس، بناء على النصوص الكتابية للقرآن. يتبع الكتاب صرخا من علماء محكمة الشريعة والكثير من السكان يؤيدون الأفكار الجديدة لحضاد. وهو يدافع عن فكرة ارتداء «صفصاري» من قبل المرأة التونسية التي لم يعثر على علامة على الهوية الدينية، لكن فستان أكثر تقليدية يشبه الزي الوطني الذي شاركه جميع الفئات الاجتماعية. كما يرفض فكرة أن الإصلاحات الاجتماعية يمكن أن تتحقق دون الوقت اللازم لفهمها واستيعابه من قبل السكان المستعمرين لا يزالون أميون إلى حد كبير. ووفقا له، يجب أن يأتي تحرير المرأة التونسية أولا من خلال التعليم والتعليم. ومع ذلك، اعترف أن بعض الأفكار من حداد لا تعارض الشريعة بشأن وضع المرأة. وقد تم ذلك في المجلة التي أسسها في عام 1937 - شمس الإسلام .

## القيادة الدينية
تم تعيينه باعتباره الشيخ الإسلام في المملكة من مونسيف بك في عام 1942. بعد إزالة الأخير، بمناسبة افتتاح الجنرال جينج نونس جوين الجنرال ألفونس جين، أصر في كلمته على الملك على دوره كضامن الملكية والعرش الحسيني، مما يشير إلى وجود فراغ تركه منصف بك في قلب التونسيين. في عام 1944 ساعد في إنشاء جامعة الزيتونة لجنة الإصلاح، برئاسة الشيخ محمد ورئيس طاهر بن عاشور، ورد على رغبات المثقفين التونسيين وطلاب الزيتونيون، المعنيين عن مستقبل أقدم جامعة في العالم العربي الإسلامي. تحت ضغط من المقيم العام لفرنسا في تونس تشارلز الصاري، تم طرد الشيخ بن مراد من منصبه في عام 1946، بسبب التزامه السياسي بالزعماء القوميين الذين حققتهم الجدد المنفيين ونفي، وصالح حركة الاتحاد الاتحاد العام للعمال التونسيين - فرحات هاذا.

## أُسرته
أسست ابنته، بشيرة بن مراد، عام 1937، أول منظمة نسائية: الاتحاد التونسي للمرأة المسلمة في تونس، بدعم من والدها وأخواتها، والحصول على العديد من المقالات التي نشرت في مجلة والدها. على عكس ما فكر فيه البعض، قدم الشيخ تعليما حديثًا لبناته التي اختلطت عن كثب بالحياة الفكرية والثقافية في تونس.

## في الزيتونة
انغمس في المسائل التي تهم جامع الزيتونة وشارك في أغلب لجان إصلاح التعليم الزيتوني، وقد عبّر عن آرائه بخصوص الإصلاح على صفحات جريدة الزهرة (1931). اشتهر بمعارضته للطاهر الحداد صاحب كتاب امرأتنا في الشريعة والمجتمع، إذ رد عليه بكتاب يحمل عنوان الحِداد على امرأة الحداد.

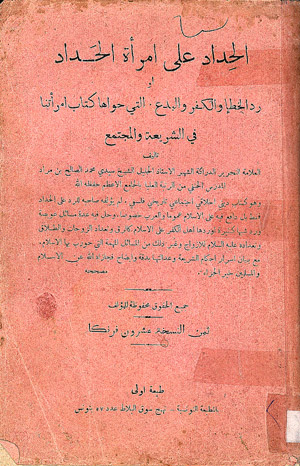
كتاب "الحِداد على امرأة الحداد".

## في السياسة
قلده المنصف باي في ديسمبر 1942 خطة شيخ الإسلام الحنفي ورئاسة المحكمة الشرعية، غير أنه جرد من تلك المهام بعد ذلك من قبل محمد الأمين باي، نتيجة تزعمه عريضة زيتونية تطالب بإطلاق سراح المعتقلين من المشاركين في مؤتمر ليلة القدر المنعقد في أغسطس/آب 1946.
بالإضافة إلى كتاباته الصحفية المشار إليها أعلاه، أصدر الشيخ محمد الصالح بن مراد سنة 1937 مجلة «شمس الإسلام».